# وین، نیوجرسی
وین (به انگلیسی: Wayne) شهری در ایالت نیوجرسی کشور ایالات متحده آمریکا است که جمعیت آن در سرشماری سال ۲۰۱۰ میلادی، ۵۴٬۷۱۷ نفر بوده‌است.